# Xanthoparmelia basutoensis
Xanthoparmelia basutoensis är en lavart som först beskrevs av Hale, och fick sitt nu gällande namn av Elix. Xanthoparmelia basutoensis ingår i släktet Xanthoparmelia och familjen Parmeliaceae.   Inga underarter finns listade i Catalogue of Life.